# 필바라민발톱도마뱀붙이
필바라민발톱도마뱀붙이(Crenadactylus pilbarensis), 일명 필바라 클로리스 게코(Pilbara clawless gecko)는 호주의 필바라 지역에서 발견되는 도마뱀붙이의 일종이다. 민발톱도마뱀붙이속의 여타의 호주의 대부분의 구역에서 발견되는 작은 발톱이 없는 도마뱀붙이류들과 닮았지만, 북서부 지역의 고대 혈통을 이어왔다.

## 분류
2016년 이전에는 종으로 인정받지 못했으며, 속이 개정될 때 아종에서 종으로 승격되면서 최초로 기술되었으며 세 신종 중 하나로서 발표되었다. 종명 pilbaraensis는 필바라민발톱이 발견된 유일한 지역인 호주 북서부의 필바라 크레이턴(:en:Pilbara craton)을 뜻한다.

## 형태
덩치는 작으며, 몸뚱이를 따라 밝고 어두운 세로줄무늬가 번갈아가며 난다. 턱의 큰 비늘은 필바라민발톱의 특징이다.

## 분포와 서식지
필바라민발톱은 필바라 지역의 스피니펙스가 무성한 바위로 덮인 도랑과 언덕의 경사면, 바위 노두의 스피니펙스류(:en:Spinifex (plant))와 나도스피니펙스류(:en:Triodia (plant))가 형성한 초목 허먹(en:hummock) 따위의 건조한 서식지에서 발견된다. 알려진 서식범위는 필바라 크레이턴에서 버럽반도(:en:Burrup Peninsula)까지이며, 돌핀섬(:en:Dolphin Island (Western Australia))에서도 발견되었다.

## 보전 상태
필바라민가락은 IUCN에 관심 필요 상태로 등재되었지만, 이 종이 신종이며 별로 알려진 게 없고 특히 현재 명백한 위협 요소가 없다는 증거가 없다고 명시하였다. 화재는 특정 구역에 영향을 끼칠 수는 있지만 개체수 추이에 눈에 띄는 영향은 없고, 분포가 넓어서 급격한 생태적 변화에 대해 별로 취약하지 않다. 필바라민가락은 칼라밀리국립공원(:en:Karlamilyi National Park), 민티나보전구역(:en:Meentheena Conservation Reserve)의 보전법제로 보호받는 두 지역에 서식한다고 알려져있다.